# 396 f.Kr.

## Händelser

### Efter plats

#### Persiska riket
- Perserna samlar ihop en kombinerad fenicisk, kilikisk och cypriotisk flotta, under den erfarne atenske amiralen Konons befäl, och erövrar Rhodos.

#### Karthago
- Karthagerna tvingas häva belägringen av Syrakusa (påbörjad två år tidigare), men förstör Messina. Dionysios första krig med Karthago tar därmed slut med en för honom märkbar seger. Han begränsar därmed sina fienders makt till nordvästra Sicilien. På vägen hem begår den karthagiske generalen Himilco självmord.

#### Grekland
- Den spartanske kungen Agesilaios II genomför i Mindre Asien ett framgångsrikt fälttåg mot de persiska satraperna Farnabazos och Tissafernes samt tillfogar Tissafernes ett betydande nederlag vid Sardis. Agesilaios går med på tre månaders vapenvila med Tissafernes, men förhandlingarna, som pågår under tiden, blir fruktlösa och när vapenvilan löper ut härjar Agesilaios Frygien, där han lätt kan ta enormt byte, eftersom Tissafernes har koncentrerat sina trupper i Karien.
- Cynisca från Sparta blir den första namngivna kvinna som vinner i de Olympiska spelen då hon segrar i hästkapplöpning. Hon upprepar sin seger fyra år senare och hennes exempel gör att fler kvinnor deltar i spelen, och fler kvinnliga vinnare blir kända under de följande seklen.

#### Romerska republiken
- Marcus Furius Camillus utnämns till diktator av romarna. Camillus krossar slutligen den etruskiska staden Veii i södra Etrurien, när staden faller i romarnas händer, efter en tio år lång belägring. Erövringen av Veii och angränsande territorium är Roms första stora expansion, vilken fördubblar dess territorium efter denna seger.
- Romarna inför arvode till sina soldater.

### Efter ämne

#### Idrott
- Kyniska blir den första kvinnan att vinna en gren vid de olympiska spelen, när det hästspann hon sponsrar går först över mållinjen, även om förbudet mot kvinnliga deltagare tvingar henne att anlita en man för att köra den.

## Födda
- Lykurgos, atensk statsman och talare (död 323 f.Kr.)
- Xenokrates, grekisk filosof, vetenskapsman och rektor för Akademin (död 314 f.Kr.)

## Avlidna
- Himilco, karthagisk general (självmord)